# (33328) Archanaverma
(33328) Archanaverma est un astéroïde de la ceinture principale.

## Description
(33328) Archanaverma est un astéroïde de la ceinture principale. Il fut découvert le 14 septembre 1998 à Socorro (Nouveau-Mexique) par le projet LINEAR. Il présente une orbite caractérisée par un demi-grand axe de 3,05 UA, une excentricité de 0,10 et une inclinaison de 6,7° par rapport à l'écliptique.